# Skythium
| System | Serie       | Stufe      | ≈ Alter (mya) |
| ------ | ----------- | ---------- | ------------- |
| höher  | höher       | höher      | jünger        |
| Trias  | Obertrias   | Rhaetium   | 201,3 ⬍ 208,5 |
| Trias  | Obertrias   | Norium     | 208,5 ⬍ 228   |
| Trias  | Obertrias   | Karnium    | 228 ⬍ 235     |
| Trias  | Mitteltrias | Ladinium   | 235 ⬍ 242     |
| Trias  | Mitteltrias | Anisium    | 242 ⬍ 247,2   |
| Trias  | Untertrias  | „Skythium“ | 247,2 ⬍ 251,2 |
| tiefer | tiefer      | tiefer     | älter         |

Das Skythium (engl. Scythian oder Skythian, im deutschen Sprachgebrauch meist verkürzt zu Skyth, auch Skythische Stufe oder Skyth-Stufe) ist in der Erdgeschichte eine regionale, heute selten benutzte Stufe der Trias. Sie ist bzw. war die einzige Stufe der Untertrias. Die ursprüngliche Definition wich stark von der späteren Definition ab, was letztendlich auch zur Aufgabe bzw. Nicht-Übernahme des Skythiums als globale Stufe führte. Das Skythium folgt auf das Changhsingium (Perm) und wird vom Anisium (Mitteltrias) abgelöst. Die Wende Perm zu Untertrias firmiert lokal auch als Permoskyth.

## Begriffsgeschichte
Edmund von Mojsisovics, Wilhelm Waagen und Carl Diener präsentierten 1895 erstmals einen umfassenden Entwurf zur Gliederung der pelagischen Trias. Sie wurde damals in vier Serien unterteilt: die „Skythische Serie“ war die unterste der vier Serien, die von Wilhelm Waagen und Carl Diener vorgeschlagen wurde. Darüber folgten die Dinarische, Tirolische und Bajuwarische Serie, die von Edmund von Mojsisovics behandelt wurden. Diese vierteilige Seriengliederung der Trias hat sich aber nicht durchgesetzt. Spätestens seit 1902 spricht Carl Diener selbst anstatt skythischer Serie von skythischer Stufe. Die Interpretation des Skythiums als unterste Stufe der Trias setzte sich in der folgenden Zeit allgemein durch. Eine explizite Derivatio nominis (Namensherkunft) geben Waagen und Diener nicht an. Sie sprechen nur davon, dass die Bezeichnungen für die einzelnen Stufen und Unterstufen der Untertrias, die in dieser Arbeit vorgeschlagen werden, „der asiatischen Region entlehnt“ sind. Man darf annehmen, dass der Name auf den Volksstamm der Skythen bzw. deren Stammesgebiet Skythien anspielt. Der Begriff Skyth (als Substantiv) ist spätestens seit Julius Pia zu belegen.

## Definition, absolute Datierung, Korrelation und Untergliederung
Der Beginn der Skythischen Serie wurde von Waagen und Diener an die Basis der Otoceras woodwardi-Ammonitenzone gelegt. Die Obergrenze bildete der Top der Flemingites flemingianus-Ammonitenzone. Damit reicht das Skythium in dieser ursprünglichen Definition lediglich bis in das untere Olenekium. Auch die Basis liegt damit eine Ammonitenzone höher als die heute definierte Basis der Indusium-Stufe, der Untertrias-Serie und der Trias. Später wurde der Begriff auf die gesamte Untertrias ausgedehnt, so dass das Skythium der heutigen Untertrias-Serie entsprach. 
In der ursprünglichen Definition durch Waagen und Diener würde das Skythium geochronologisch den Zeitraum von 251 bis 249 Ma vor heute umfassen, in der erweiterten Fassung (= Untertrias-Serie) den Zeitraum von 251 bis etwa 246 Ma. 
Die Skythium wurde allgemein mit der Untertrias-Serie gleichgesetzt. Damit kann das Skythium in etwa mit den heutigen globalen Stufen des Indusium und Olenekium gleichgesetzt werden. In den Alpen liegt die Perm-/Trias-Grenze meist in terrestrischen Sedimentgesteinen. Hier ist die Grenze Perm/Trias biostratigraphisch nur sehr schwierig zu bestimmen. Daher bürgerte sich auch der Begriff Permo-Skyth bzw. Permoskyth ein.
Die „Skythische Serie“ wurde von Waagen und Diener in zwei Stufen unterteilt, eine untere Brahmanische Stufe und in eine obere Jakutische Stufe. Die Brahmanische Stufe wurde wiederum in zwei Unterstufen, eine untere Gangetische Unterstufe und eine obere Gandarische Unterstufe.
Die Schwierigkeiten mit der Definition ließen das Skythium als globale Stufe ungeeignet erscheinen. Das Skythium wird daher nur noch gelegentlich im regionalen Rahmen in den Alpen oder alpidischen Gebirgen Osteuropas zur stratigraphischen Gliederung benutzt. Daher wurden alternative Vorschläge zur Untergliederung der Untertrias-Serie wie die Vierstufengliederung von Tozer, die Dreistufengliederung von Guex oder die Zweistufengliederung der russischen Autoren vorgeschlagen, wovon sich letztere durchgesetzt hat.

## Belege